# 文晟
文晟（？—？），江西人，清朝政治人物。举人出身。
道光二十六年（1846年），擔任清朝廣州府南海縣知縣。后由史朴接任。